# Herpestomus nasutus
Herpestomus nasutus är en stekelart som beskrevs av Wesmael 1845. Herpestomus nasutus ingår i släktet Herpestomus och familjen brokparasitsteklar. Arten är reproducerande i Sverige. Inga underarter finns listade i Catalogue of Life.